# Хондажевский, Сергей Васильевич
Сергей Васильевич Хондажевский (Хондожевский) (? — ?), — российский военный деятель.
Выпускник Виленского пехотного юнкерского училища 1899 года выпуска по 2-му разряду подпрапорщиком в 162-й пехотный Ахалцихский полк. В конце 1899 года — подпрапорщик того же полка. Участник русско-японской войны 1904—1905 годов. За хранение в японском плену в течение 8 ½ месяцев знамени 162-го пехотного Ахалцихского полка в чине поручика был награждён орденом Святого Владимира 4-й степени с мечами и бантом и навечно зачислен в списки части (22.03.1907 г.). На 01.01.1909 и в 1913 году — штабс-капитан 98-го пехотного Юрьевского полка в Двинске. С. В. Хондажевский являлся автором памятника 25-й пехотной дивизии, убывшей на русско-японскую войну из Двинска (памятник был открыт в лагере под Двинском 30.07.1913 г.).